# Železniční trať Kojetín – Valašské Meziříčí
Železniční trať Kojetín – Valašské Meziříčí (v jízdním řádu pro cestující označená číslem 303) je jednokolejná neelektrizovaná trať celostátní dráhy o délce 61 km. Trať vede z Kojetína přes Kroměříž, Hulín, Holešov a Bystřici pod Hostýnem do Valašského Meziříčí. Provoz na trati, která původně vedla až do Bílska ve Slezsku (dnes v Polsku) byl zahájen v roce 1888, ale na některých úsecích fungovala železnice už od roku 1880.

## Vývoj trati

### Kroměřížská dráha

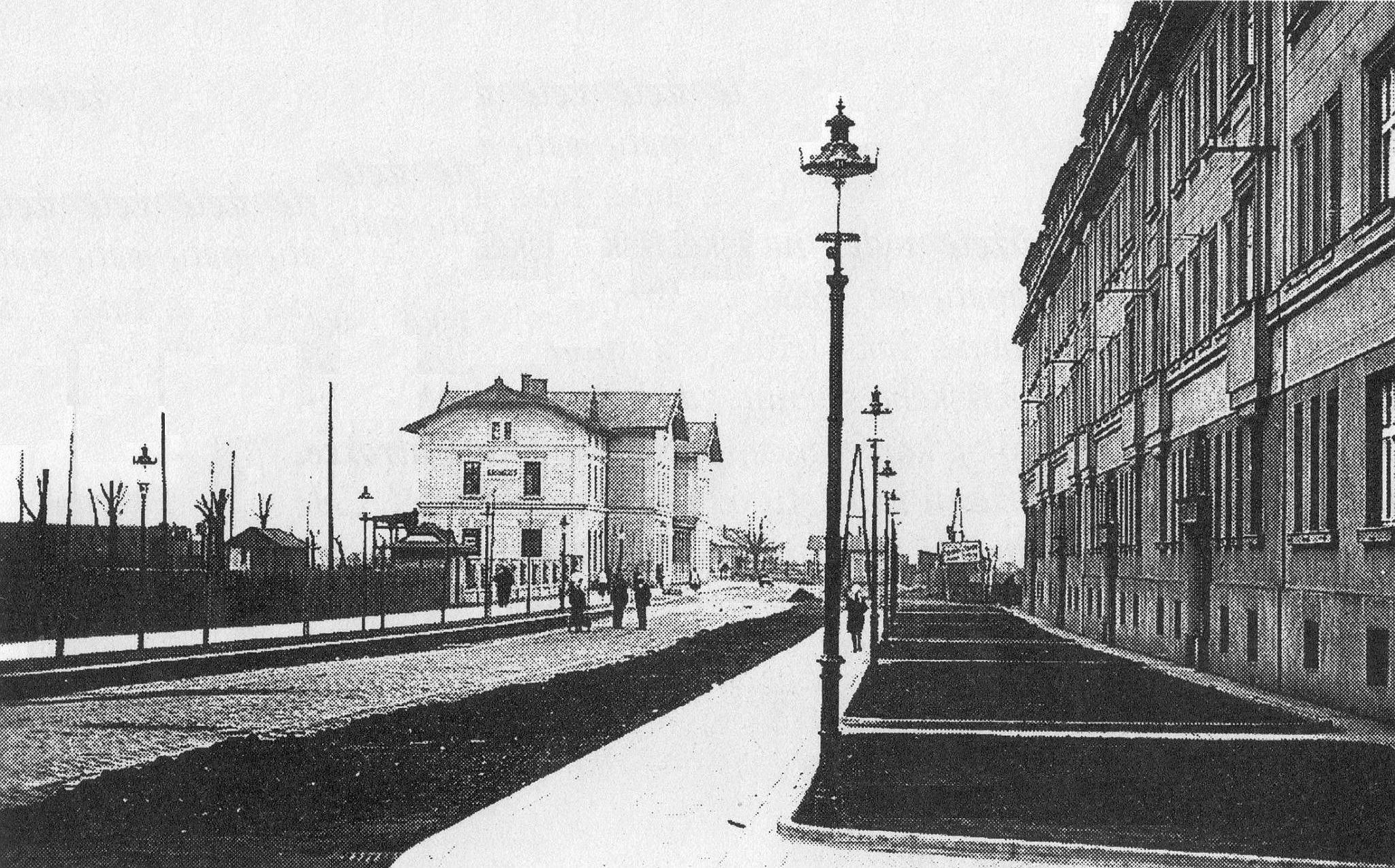
Dobová fotografie kroměřížského nádraží

Na počátku dnešní trati bylo v roce 1879 založení akciové společnosti pro stavbu dráhy Kroměříž – Hulín, která měla částečně napravit situaci trvající od roku 1841, kdy byl uveden do provozu úsek Severní dráhy císaře Ferdinanda míjející město Kroměříž. Nová dráha, navazující na Severní dráhu v Hulíně, měla urychlit spojení s Vídní a Olomoucí. Proto jedním z hlavních akcionářů byl olomoucký arcibiskup kardinál Fürstenberg (Kroměříž byla arcibiskupovou rezidencí). Dalším významným akcionářem byl například kroměřížský advokát a poslanec Vilibald Mildschuh. Kroměřížská dráha byla slavnostně otevřena v listopadu 1880. V té době bylo na levém břehu Moravy kroměřížským stavitelem Ladislavem Mesenským postaveno kroměřížské nádraží, k němuž město darovalo pozemek v ceně 33 000 zlatých.
V roce 1882 akciová společnost Kroměřížské dráhy obdržela koncesi na výstavbu dráhy Hulín – Bystřice pod Hostýnem. Mezi nové hlavní akcionáře nyní patřilo město Holešov a průmyslové podniky ve Všetulích a v Bystřici. Úsek Hulín–Holešov byl zprovozněn v červnu 1882 (prvním vlakem byl náklad uhlí pro Kneislovu továrnu) a pravidelná osobní doprava byla zahájena v září téhož roku. Úsek Holešov – Bystřice pod Hostýnem byl dán do provozu v listopadu 1882.
Přestože dopravu na dráze zajišťovala společnost Severní dráha (Kroměřížská dráha neměla vlastní vozový park), soužití obou společností bylo komplikované, protože Severní dráha zneužívala své monopolní postavení, jak to jen bylo možné. Až do podzimu roku 1883 například společnost bránila propojení obou úseků Kroměřížské dráhy, takže cestující museli v Hulíně vystoupit a pěšky přejít přes trať Severní dráhy na druhé nádraží, aby mohli pokračovat v cestě. Nedostatek financí a zřejmě také vliv Severní dráhy zabránily v realizaci projektovaného prodloužení trati o úsek Bystřice pod Hostýnem – Valašské Meziříčí.

### Moravsko-slezská dráha měst
Změnu přinesl rok 1885, kdy navzdory četným kritikům sice byla prodloužena koncese Severní dráze (a tím i její monopol na železniční spojení přes Moravu) až do roku 1940, ale současně jí byla uložena povinnost vybudovat síť paralelních a navazujících tratí. Rakousko-uherská vláda si totiž uvědomovala, že hlavní spojnice Vídeň–Krakov vede nepříjemně blízko pruského území a v případě další války s Pruskem může být velice rychle přerušena. Severní dráha proto dostala mimo jiné za úkol vybudovat paralelní spojení s Haličí, které bude více ve vnitrozemí.
V roce 1887 Severní dráha císaře Ferdinanda odkoupila společnost Kroměřížské dráhy a další již existující železnice na plánované trase: úseky Valašské Meziříčí – Krásná a Frýdlant–Frýdek (v provozu již od roku 1871). Současně zahájila dobudování úseků Kojetín–Kroměříž, Bystřice pod Hostýnem – Valašské Meziříčí, Krásná–Frýdlant a Frýdek–Bílsko. Stávající úseky byly opraveny a dřevěné mosty byly nahrazeny ocelovými. V zájmu plynulého provozu na trati byla zrušena původní část trati směřující do Hulína (nově vybudovaný úsek vede obloukem severně od města) a také původní část trati mezi stanicí Hlinsko pod Hostýnem a starým nádražím v Bystřici pod Hostýnem byla odkloněna na nové nádraží jižněji od města (Thonetova továrna, kde původní dráha končila, byla napojena novou vlečkou). Provoz na celé trati v délce 180 km mezi městy Kojetín a Bílsko byl slavnostně zahájen 1. června 1888.

### Další vývoj
V roce 1906 byla společnost Severní dráha císaře Ferdinanda, včetně Moravsko-slezské dráhy měst, postátněna. Po vzniku republiky úsek Těšín–Bílsko (přes Holešov (polsky Goleszów) a Skočov) připadl Polsku.
Úsek Valašské Meziříčí – Frýdek-Místek je nyní součástí trati Ostrava – Valašské Meziříčí a úsek Frýdek-Místek – Český Těšín je značena jako samostatná trať číslo 322. V roce 2004 se přestala používat zastávka Všetuly (avšak formálně zrušena nebyla – předpokládalo se její opětovné zprovoznění v souvislosti s obsazováním průmyslové zóny).
S jízdním řádem 2021/2022 se zastávka Rajnochovice přejmenovala na Podhradní Lhota. V ten samý rok dostaly spoje Kojetín – Rožnov pod Radhoštěm, z většiny využívající tuto trať, označení S4 pro osobní vlaky, respektive Sp4 pro spěšné vlaky. Spěšné vlaky Frenštát pod Radhoštěm – Valašské Meziříčí – Kojetín – Brno navíc nesou i označení S6 (Moravskoslezský kraj) a R12 (Jihomoravský kraj).[zdroj?] Od jízdního řádu 2023/2024 byly zavedeny nové spoje linky S43 z Bystřice pod Hostýnem přes Kroměříž do Zborovic jako posílení stávající linky S4.
Alespoň od roku 2020 se na trati mezi Kojetínem a Hulínem plánuje modernizace a elektrifikace, aby mohly být vedeny přímé vlaky na lince Praha – Brno – Kojetín – Kroměříž – Hulín – Otrokovice – Zlín/Uherské Hradiště, propojující budoucí vysokorychlostní trať Praha – Brno – Ostrava s krajským městem Zlínem; celá cesta by měla trvat pouhé 2 hodiny. V roce 2022 byla vyhlášena soutěž na dodavatele záměru projektu, v roce 2023 byl termín stavby posunut na rok 2030. V roce 2025 bylo objasněno, že součástí elektrifikace bude i částečné zdvoukolejnění trati; stavět se má začít po dokončení úseků na Uherskohradišťsku.

## Navazující tratě

### Kojetín
- Železniční trať Brno–Přerov
- Železniční trať Kojetín–Tovačov

### Kroměříž
- Železniční trať Kroměříž–Zborovice

### Hulín
- Železniční trať Přerov–Břeclav

### Valašské Meziříčí
- Železniční trať Hranice na Moravě – Púchov
- Železniční trať Valašské Meziříčí – Rožnov pod Radhoštěm
- Železniční trať Ostrava – Valašské Meziříčí

## Stanice a zastávky

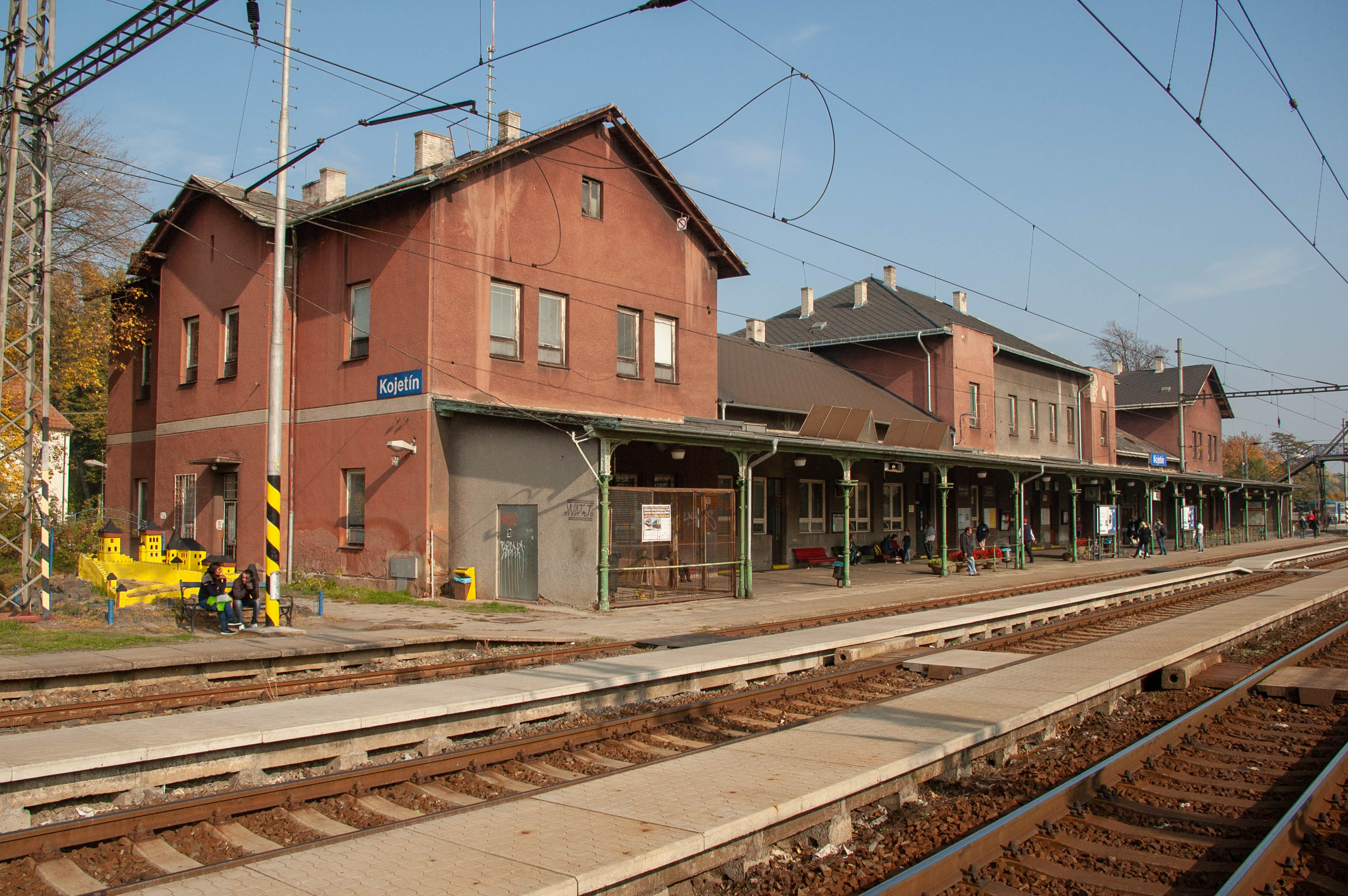
Kojetín
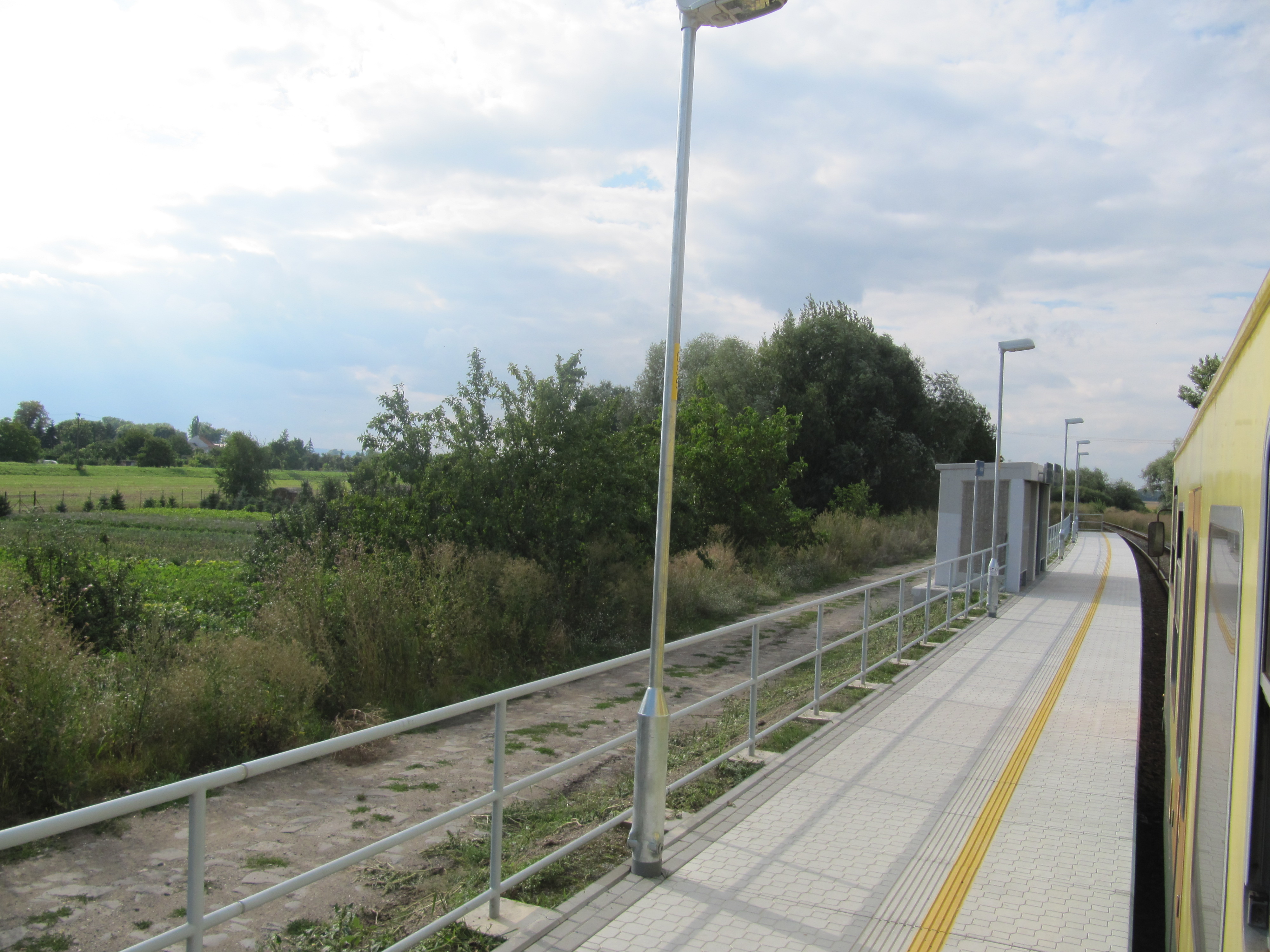
Bezměrov
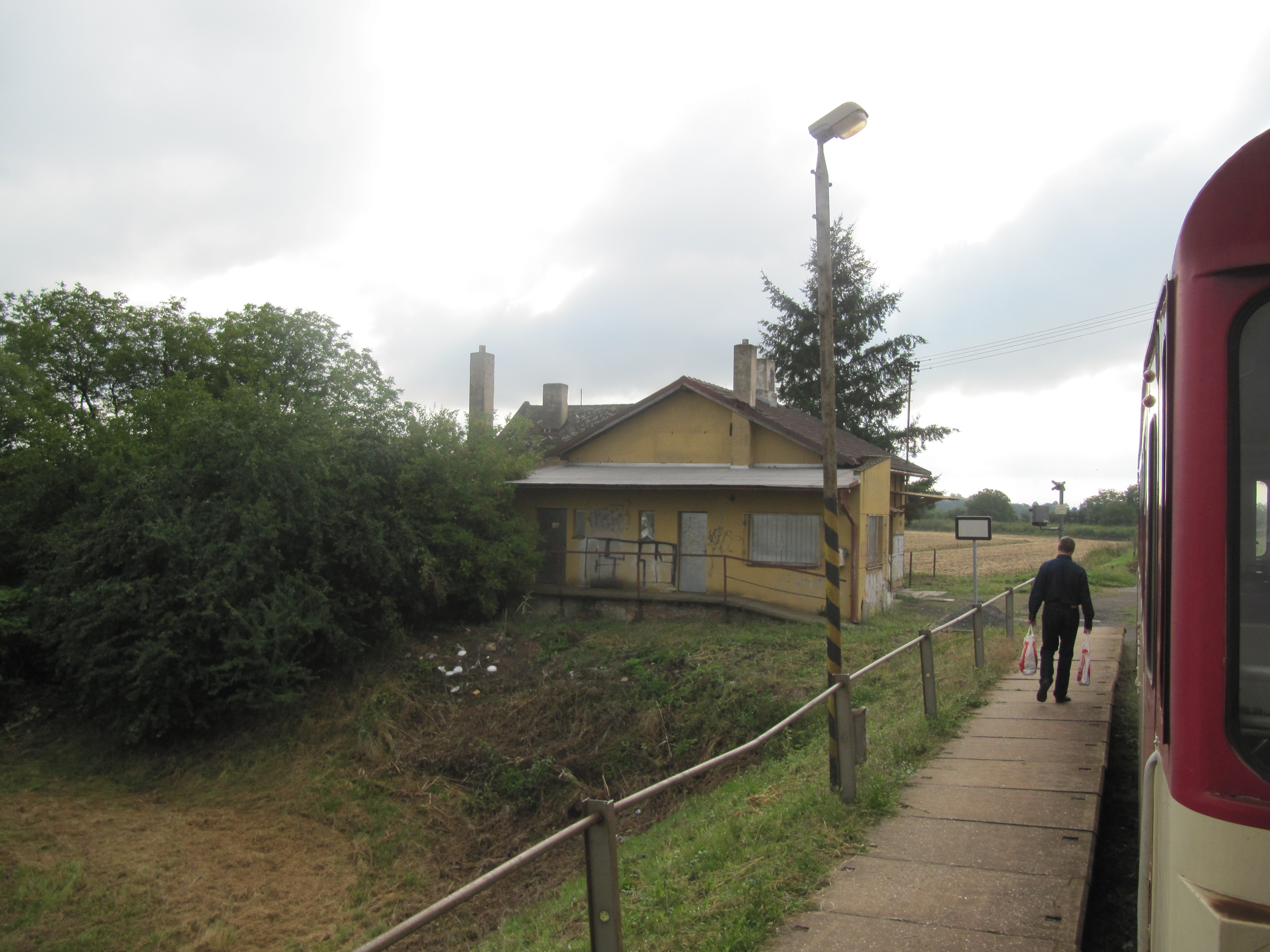
Postoupky
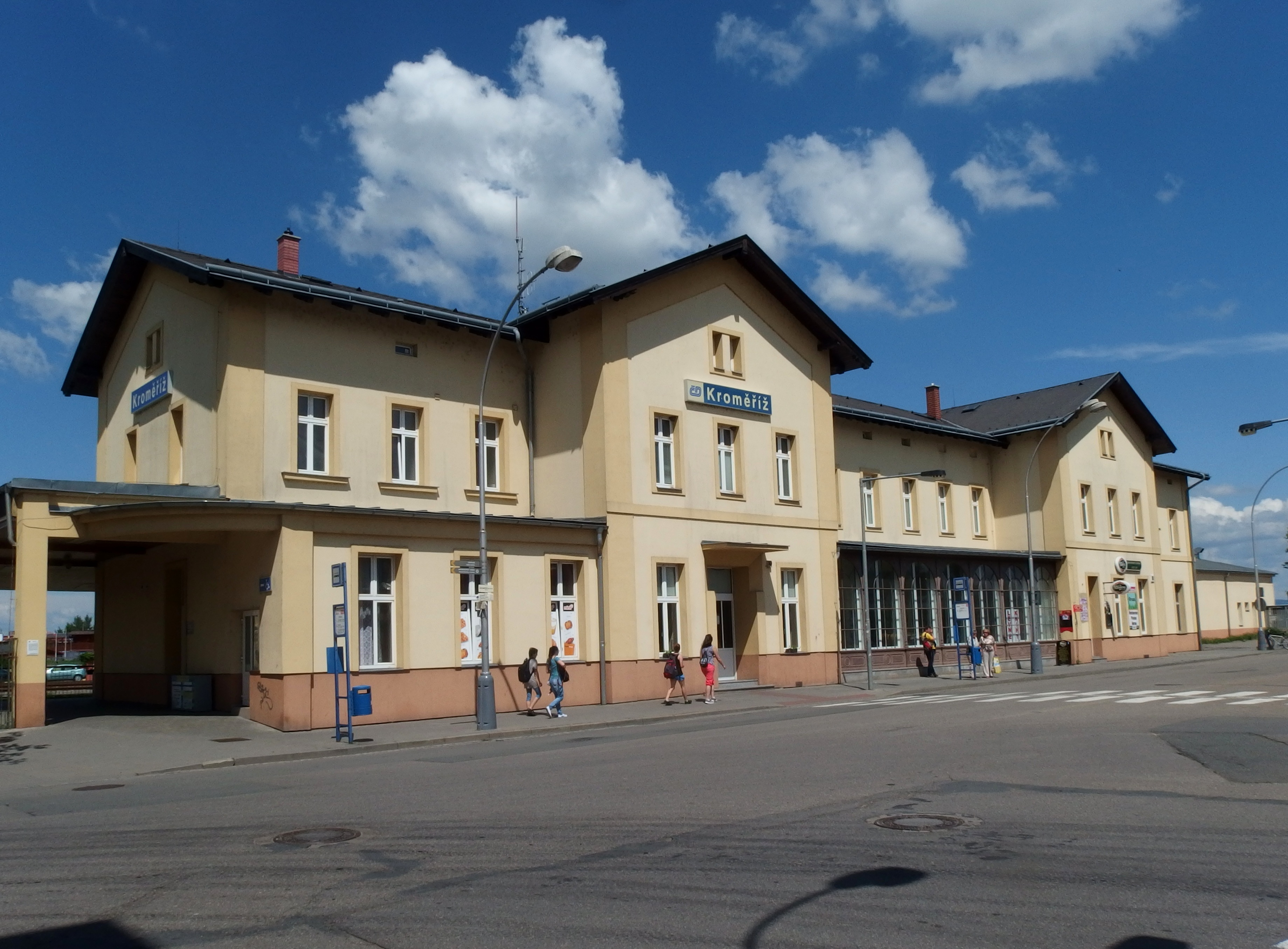
Kroměříž
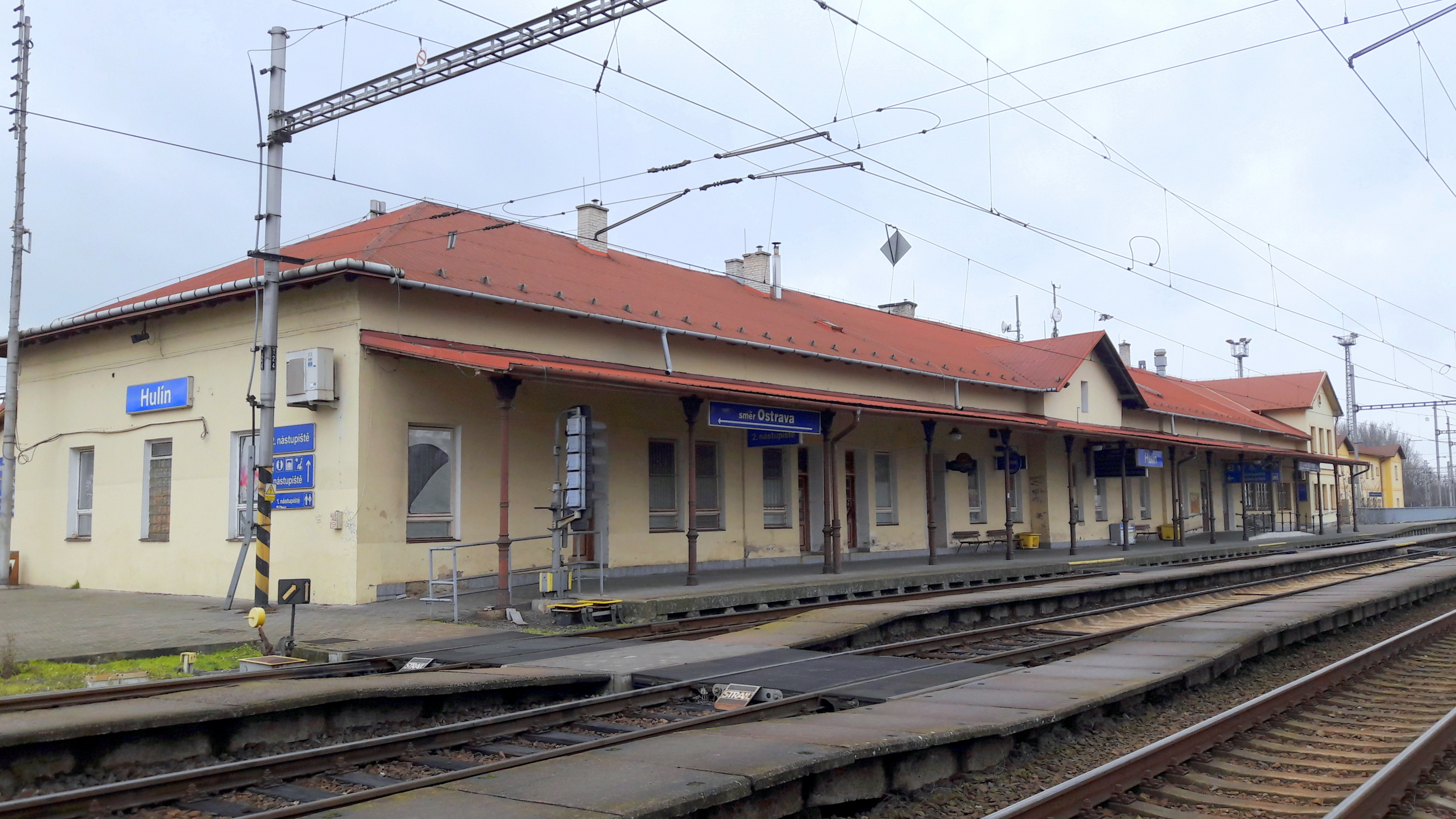
Hulín
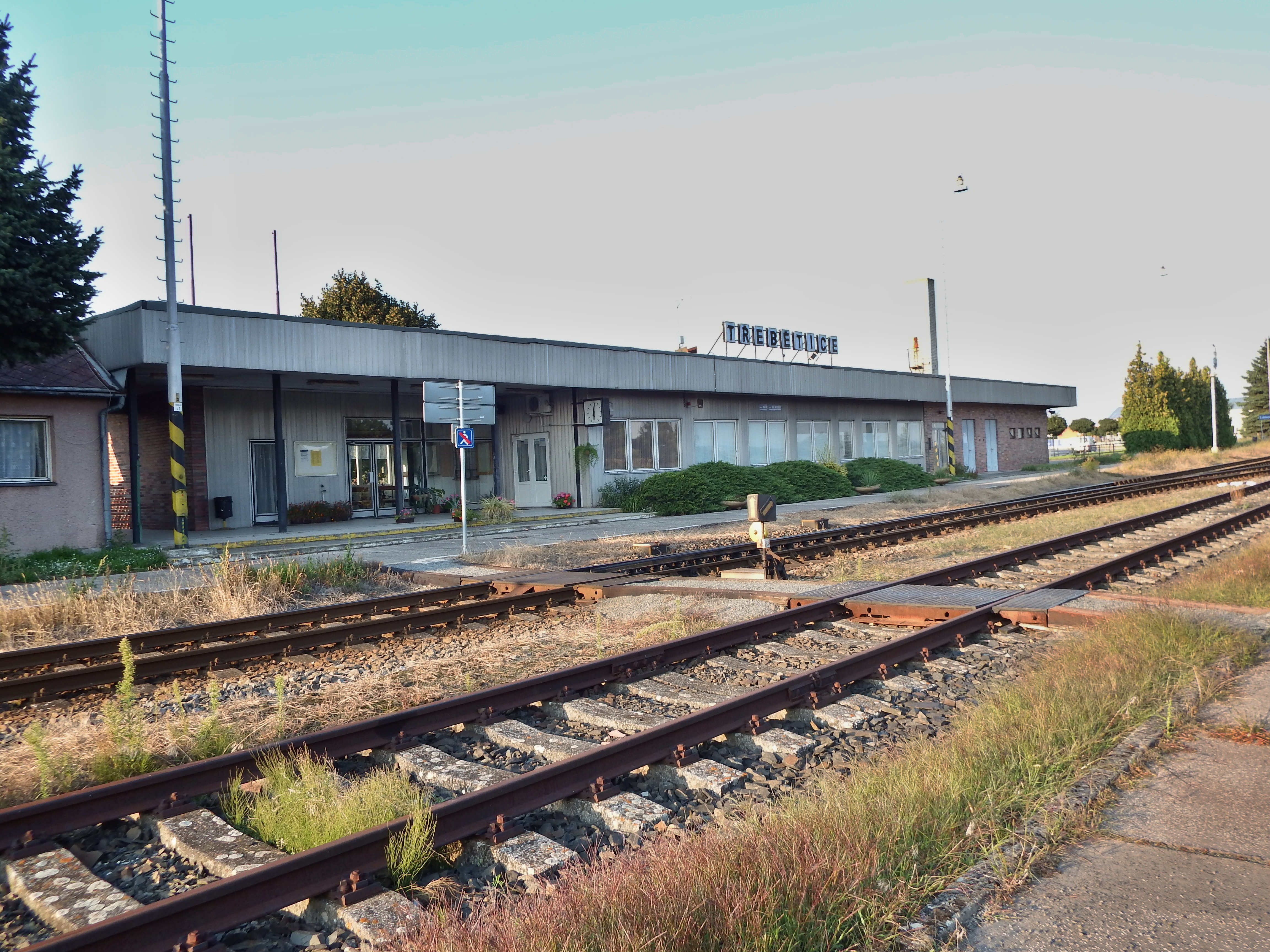
Třebětice
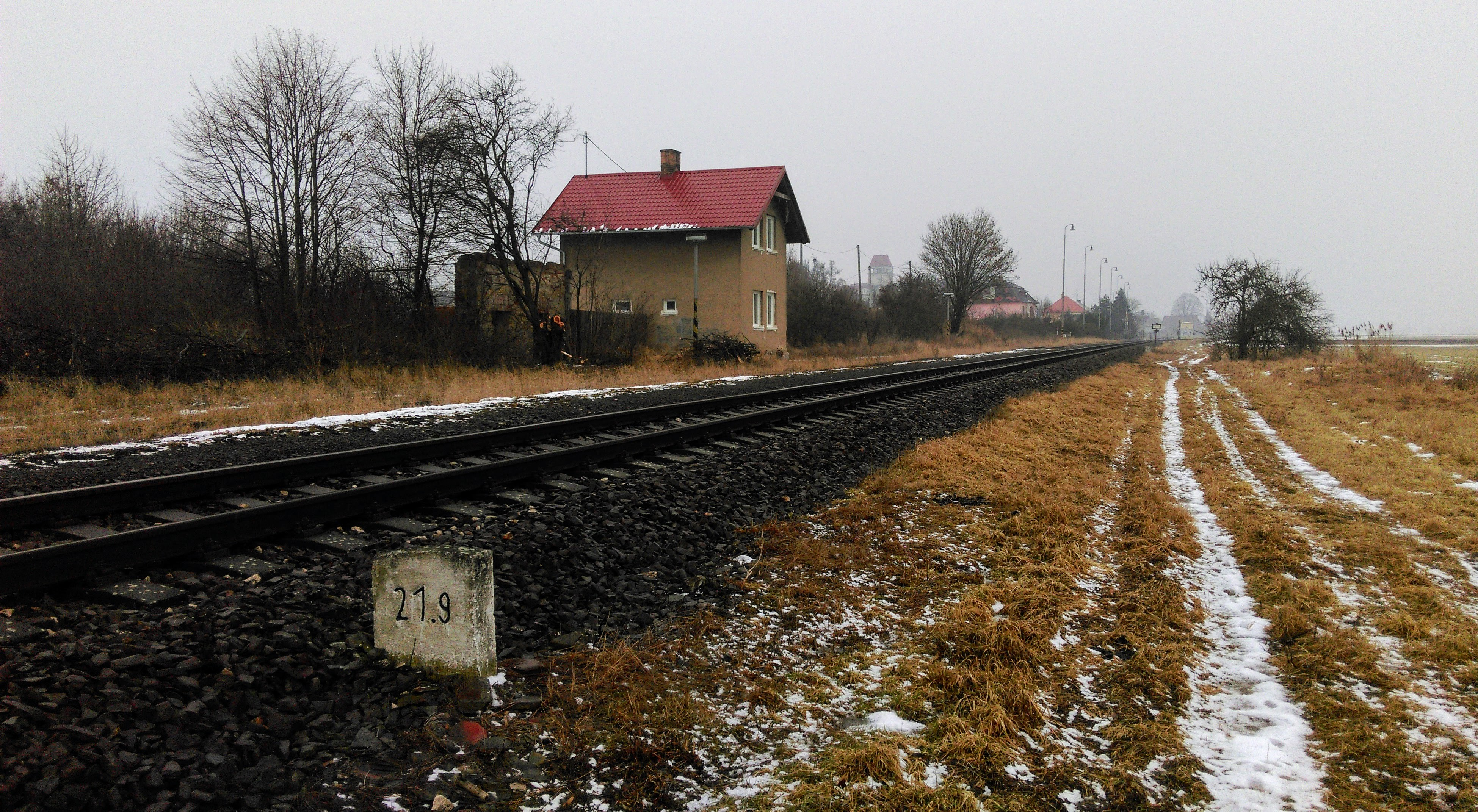
Všetuly
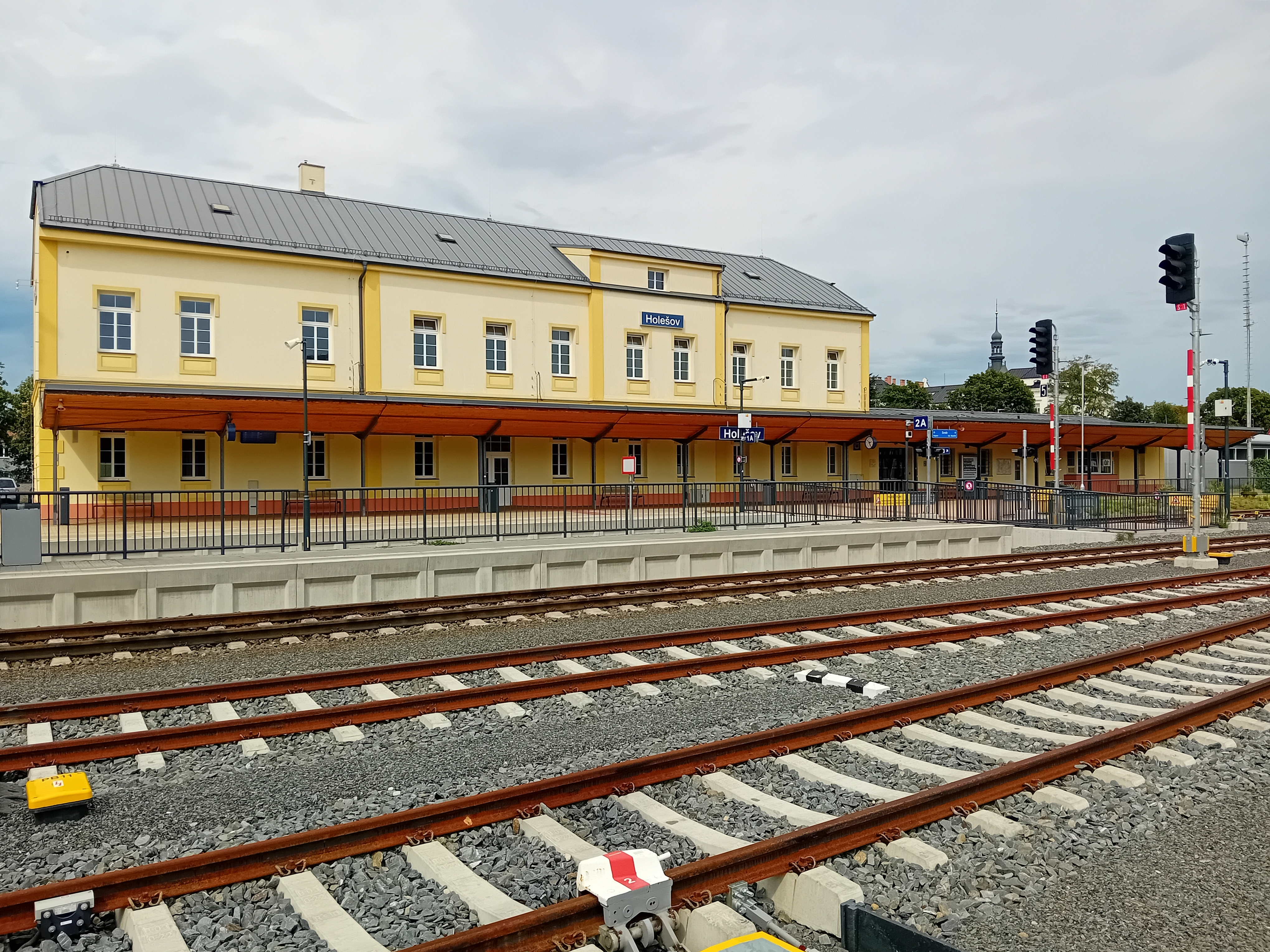
Holešov
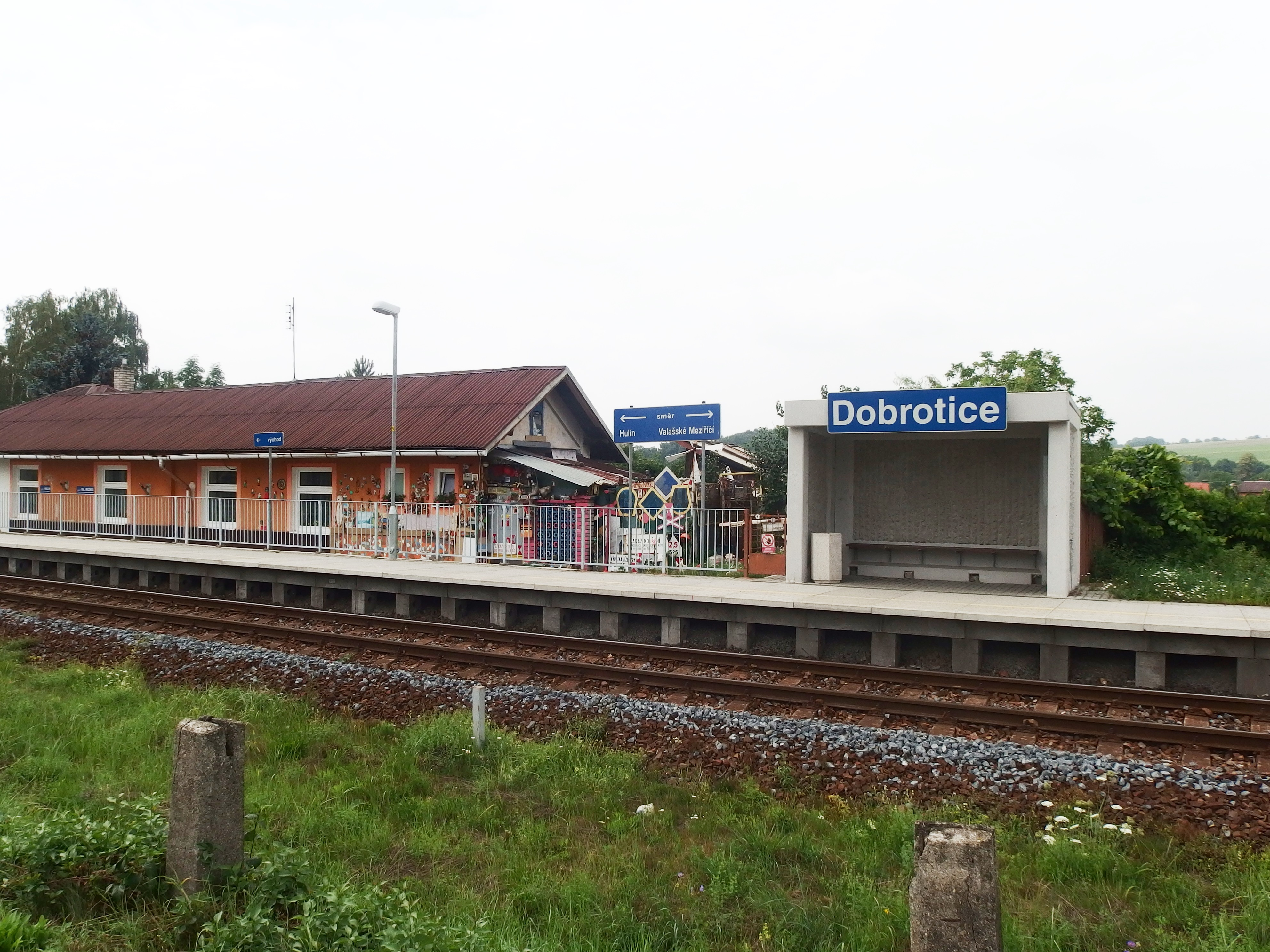
Dobrotice
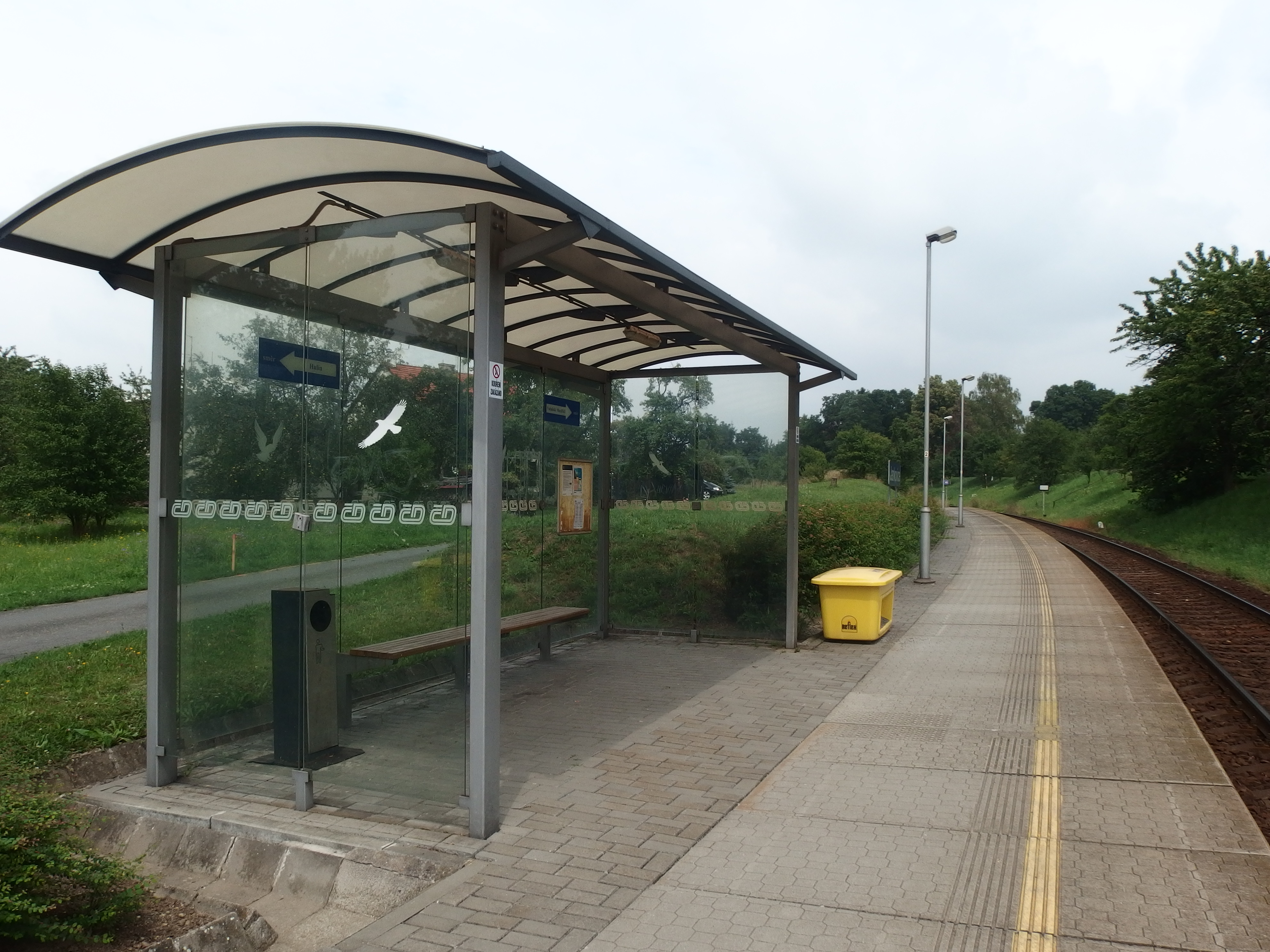
Jankovice
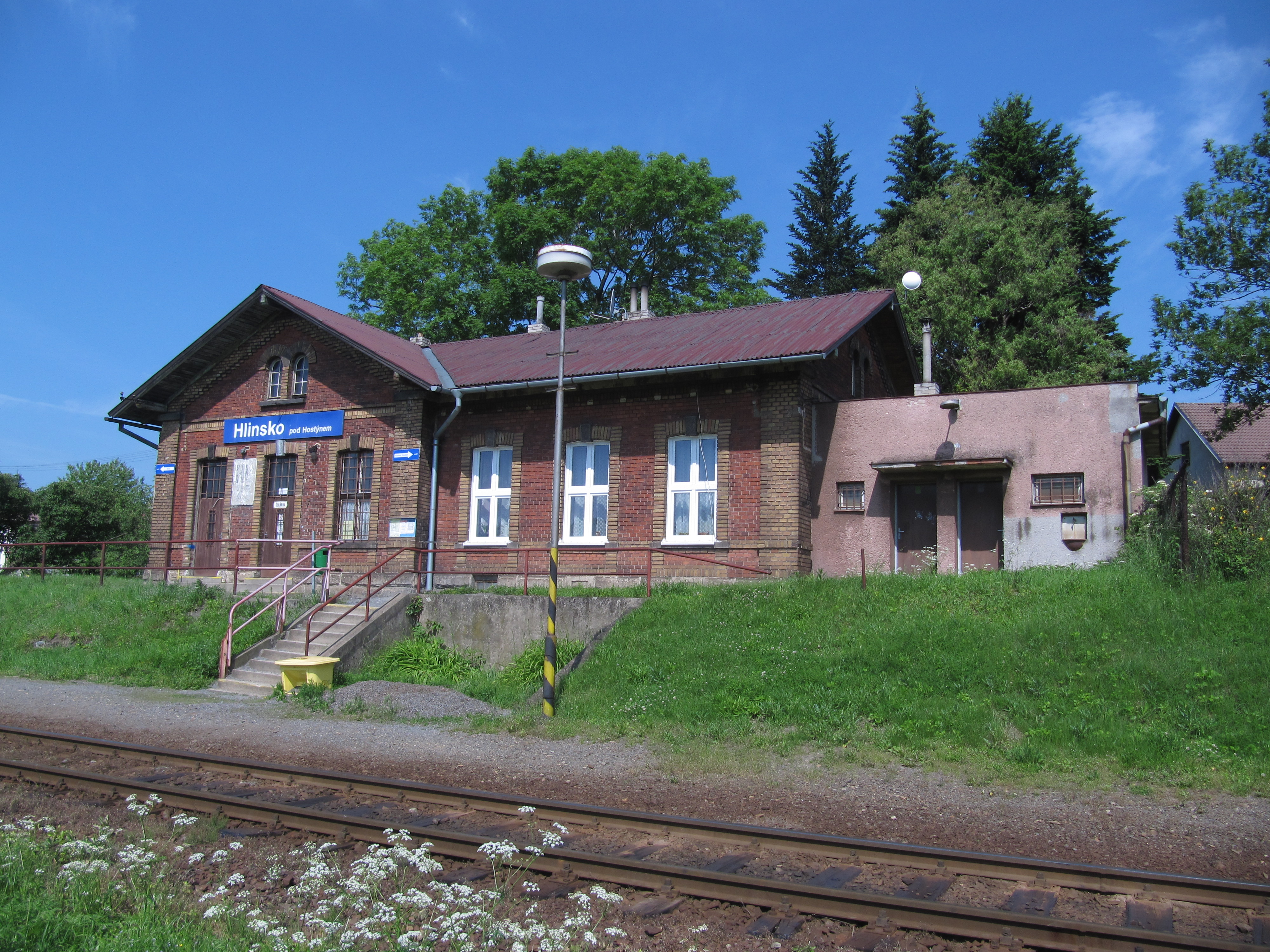
Hlinsko pod Hostýnem
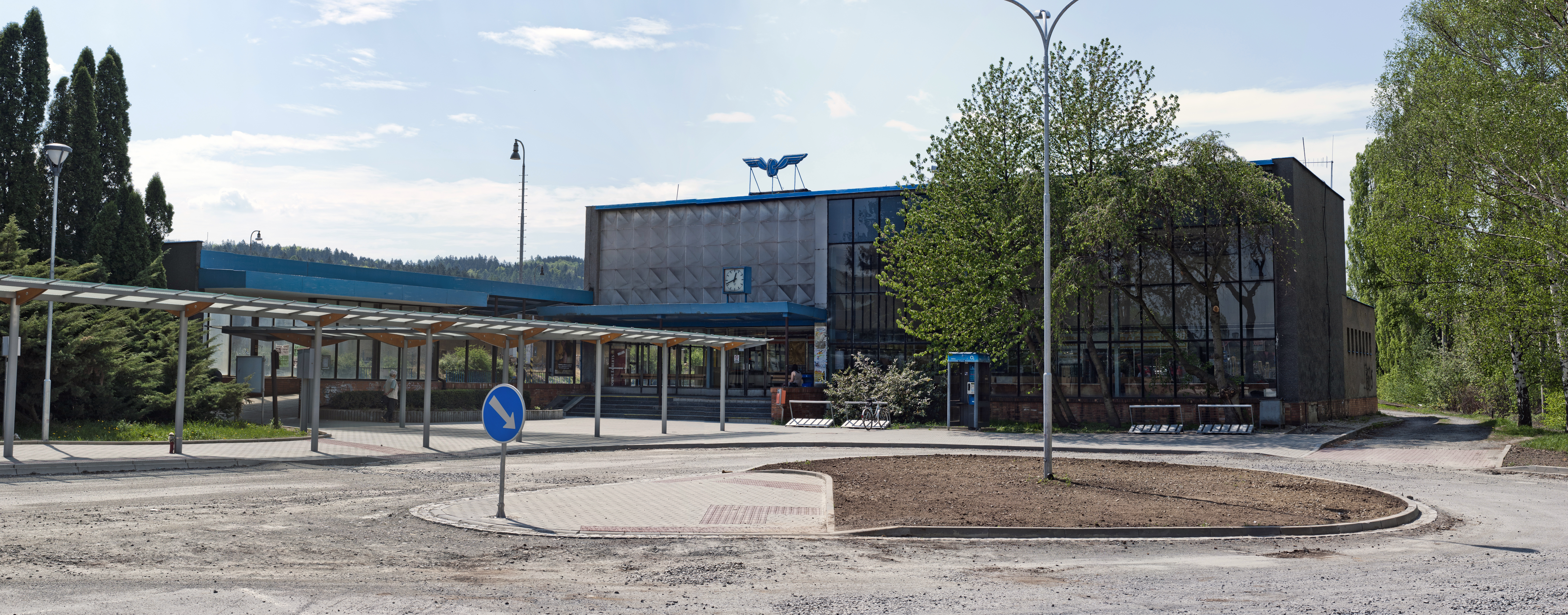
Bystřice pod Hostýnem
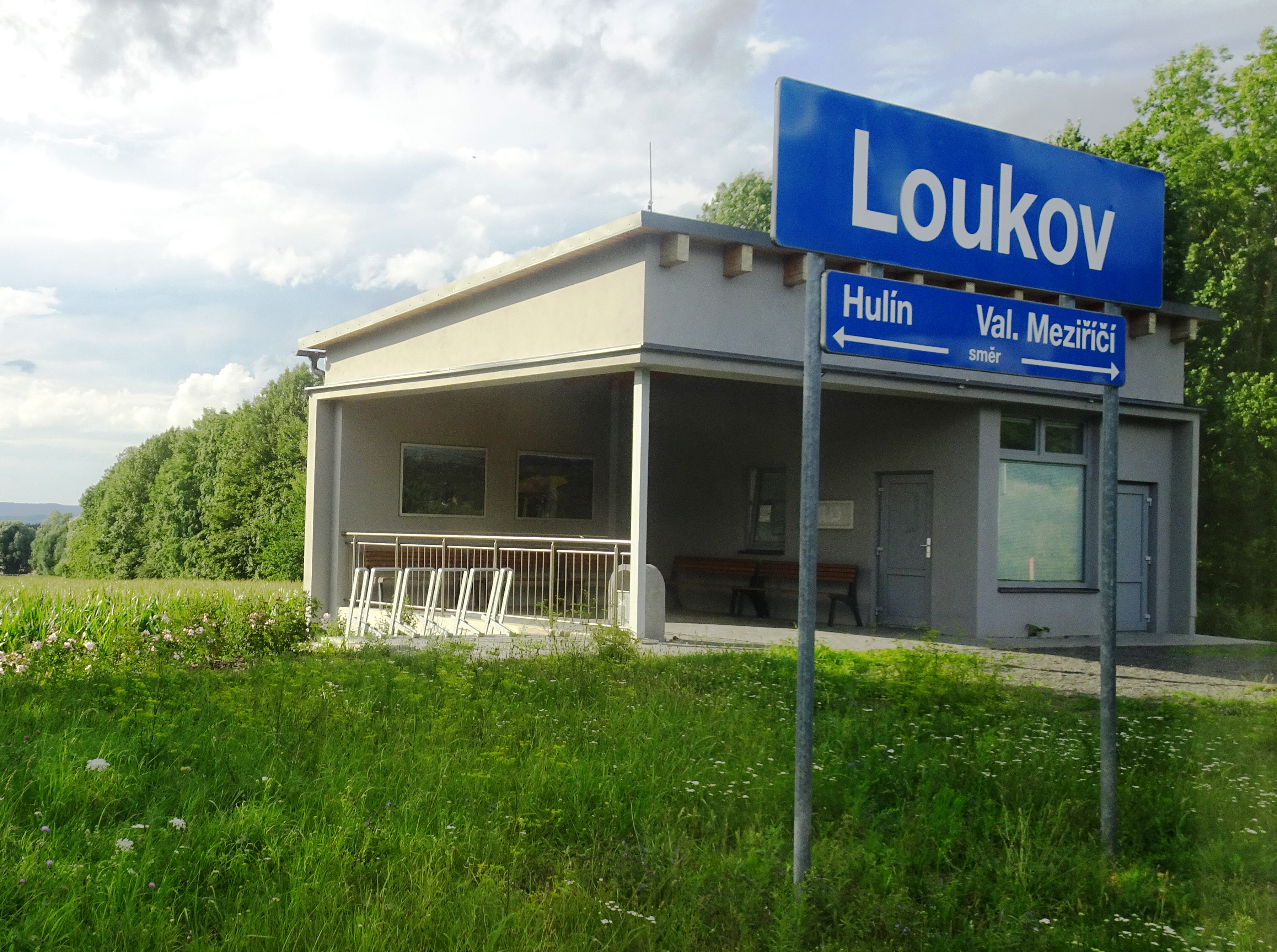
Loukov
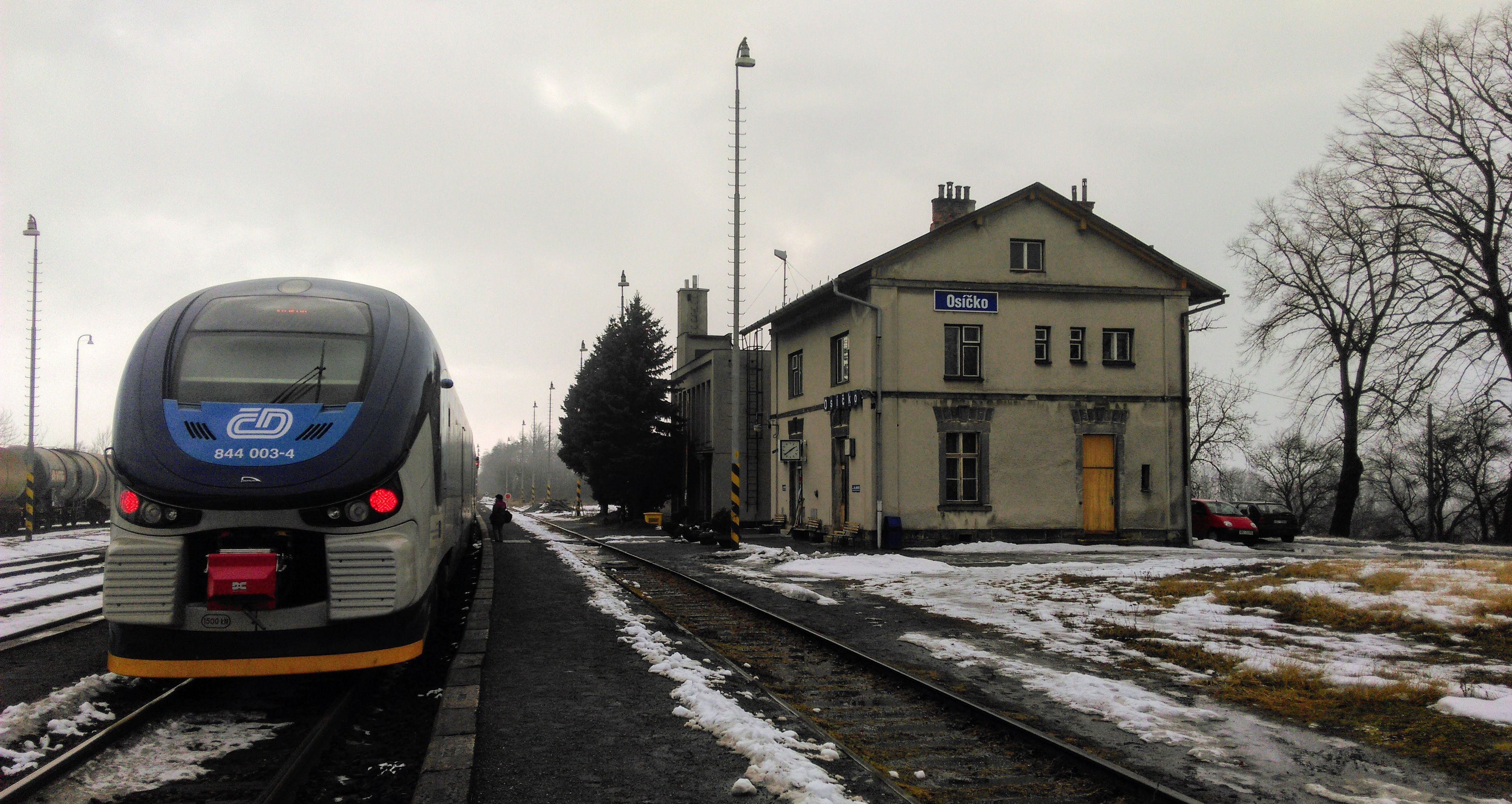
Osíčko
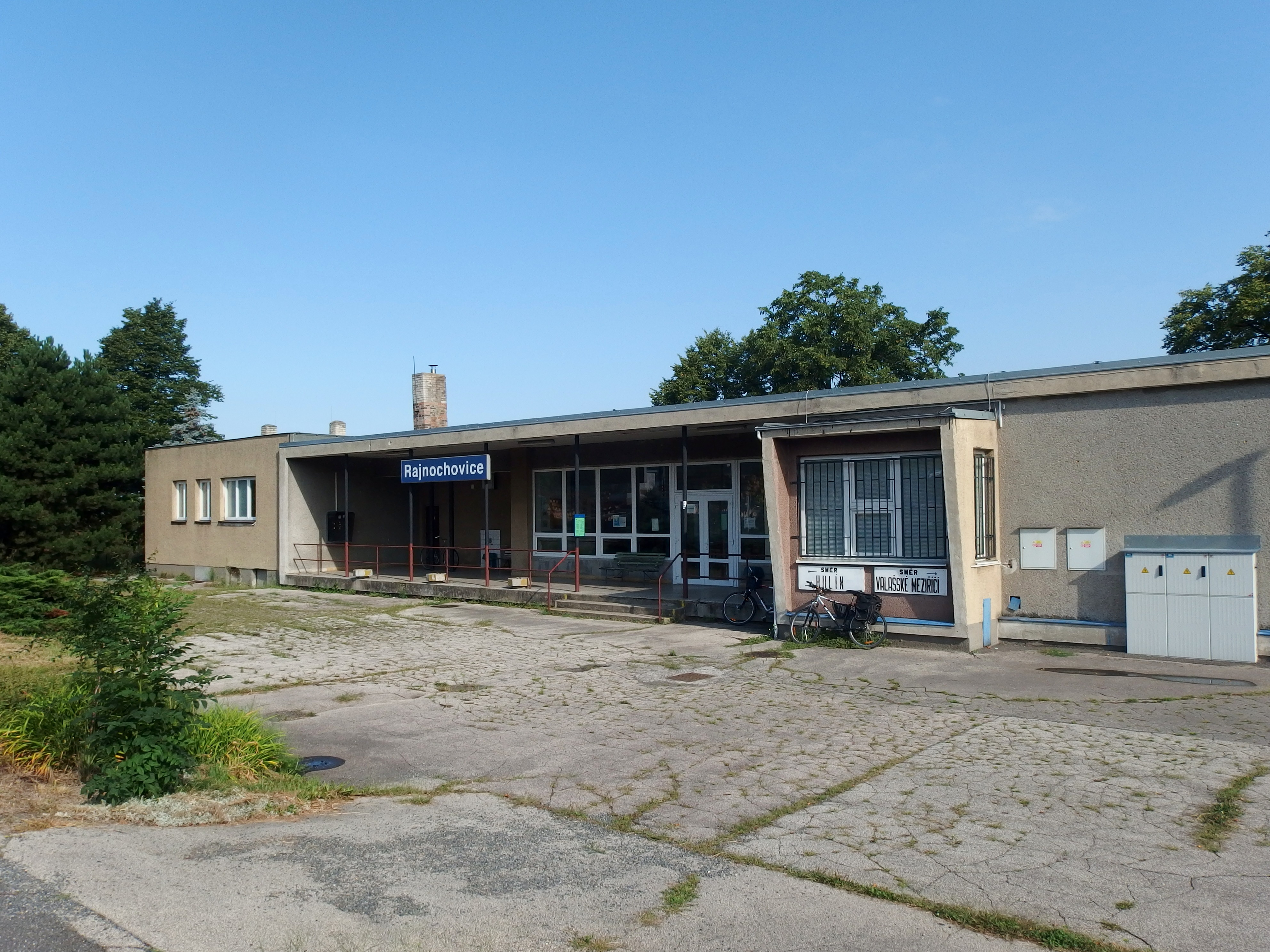
Podhradní Lhota (dříve Rajnochovice)
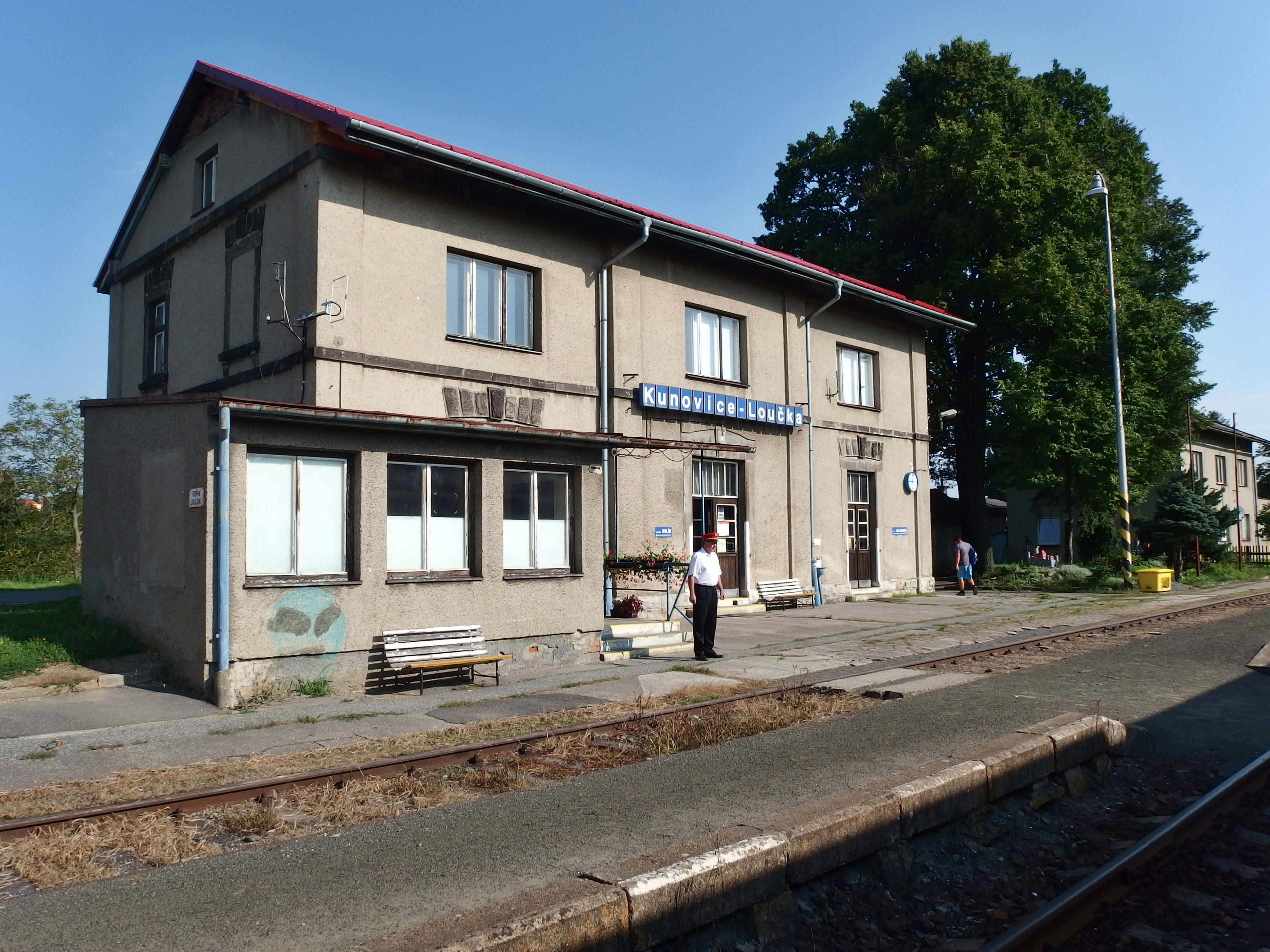
Kunovice-Loučka
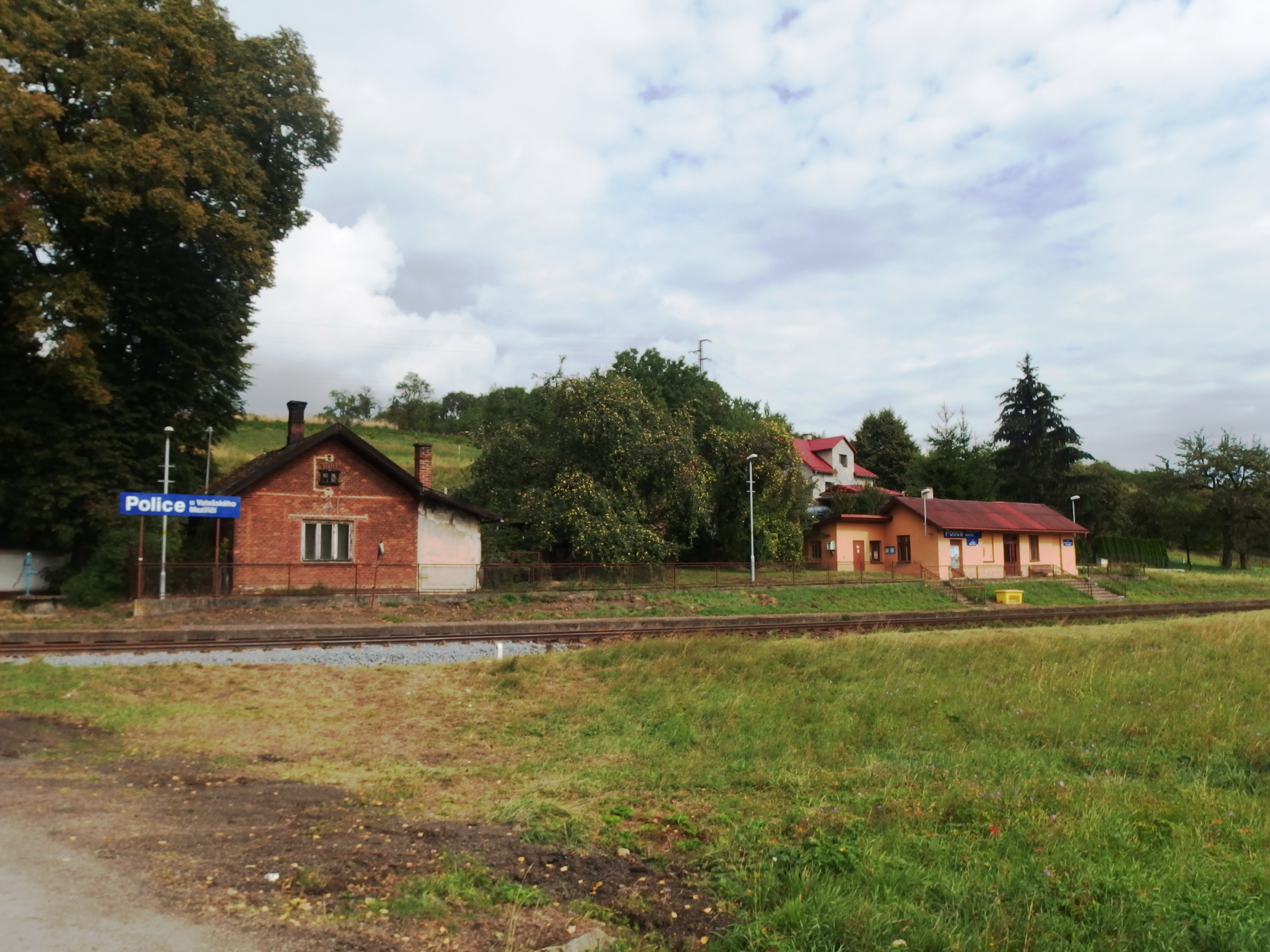
Police u Valašského Meziříčí
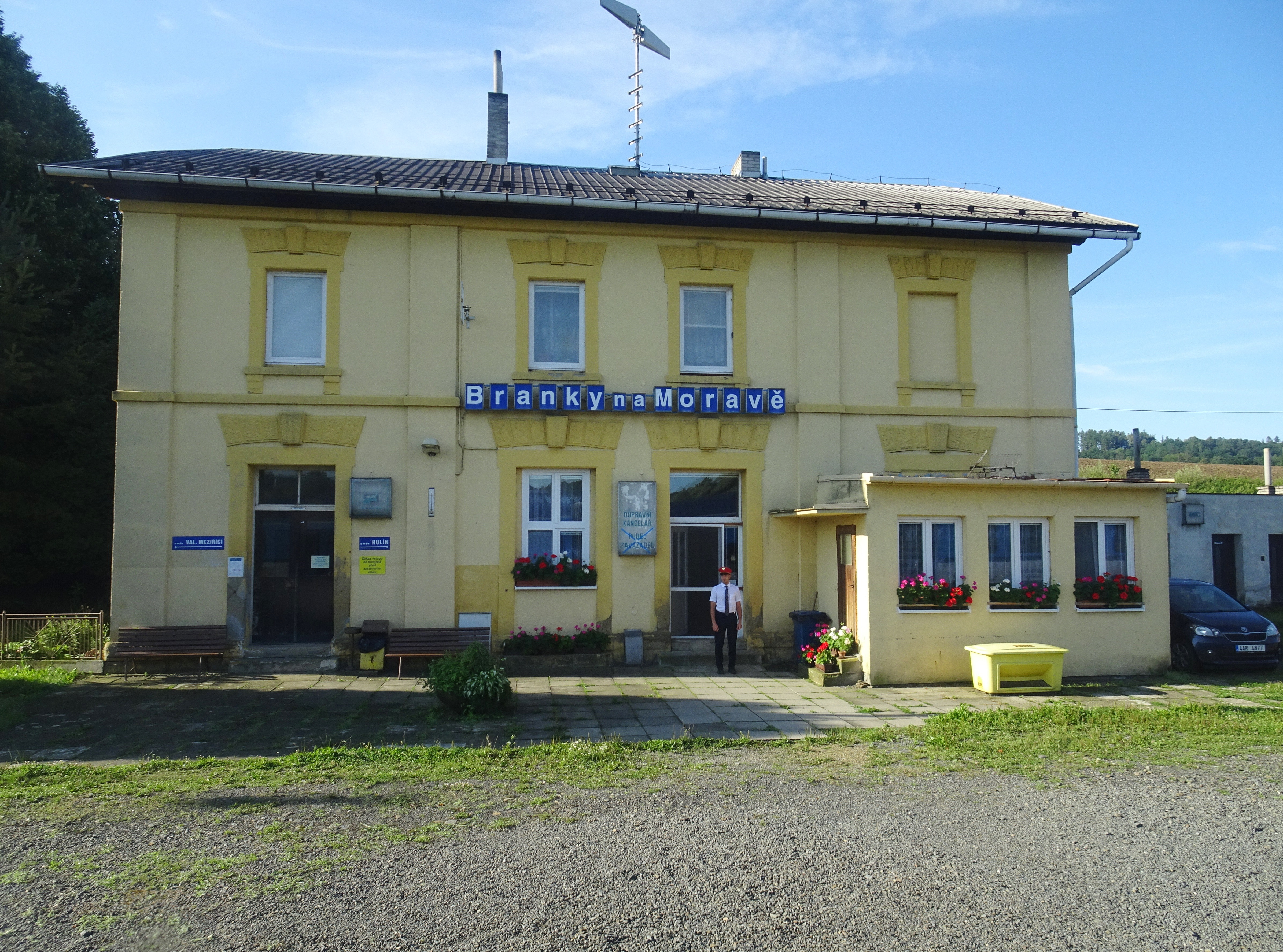
Branky na Moravě
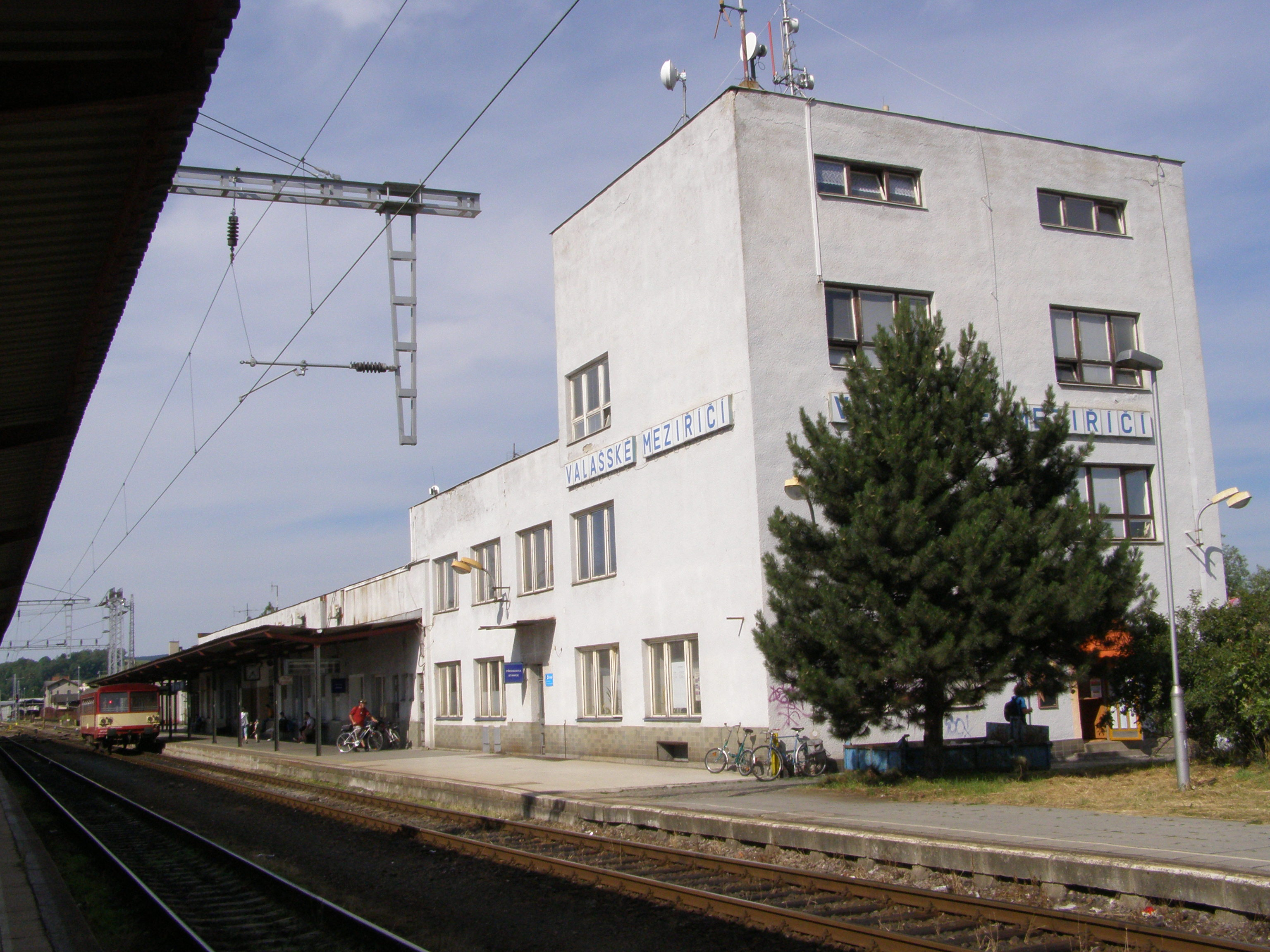
Valašské Meziříčí